# Diocesi di Bauru
La diocesi di Bauru (in latino Dioecesis Bauruensis o Bauropolitana) è una sede della Chiesa cattolica in Brasile suffraganea dell'arcidiocesi di Botucatu. Nel 2023 contava 487.900 battezzati su 544.000 abitanti. È retta dal vescovo Rubens Sevilha, O.C.D.

## Territorio
La diocesi comprende 14 comuni dello stato brasiliano di San Paolo: Agudos, Arealva, Avaí, Bauru, Boracéia, Cabrália Paulista, Duartina, Fernão, Gália, Iacanga, Lucianópolis, Paulistânia, Pederneiras e Piratininga.
Sede vescovile è la città di Bauru, dove si trova la cattedrale dello Spirito Santo.
Il territorio si estende su una superficie di 5.891 km² ed è suddiviso in 42 parrocchie, raggruppate in 7 regioni pastorali.

## Storia
La diocesi è stata eretta il 15 febbraio 1964 con la bolla Christi Gregis di papa Paolo VI, ricavandone il territorio dall'arcidiocesi di Botucatu e dalla diocesi di Lins.

## Cronotassi dei vescovi
Si omettono i periodi di sede vacante non superiori ai 2 anni o non storicamente accertati.
- Vicente Ângelo José Marzochetti Zioni † (25 marzo 1964 - 27 marzo 1968 nominato arcivescovo di Botucatu)
  - Sede vacante (1968-1970)
- Cândido Rubens Padín, O.S.B. † (27 aprile 1970 - 4 settembre 1990 ritirato)
- Aloysio José Leal Penna, S.I. † (4 settembre 1990 succeduto - 7 giugno 2000 nominato arcivescovo di Botucatu)
- Luiz Antônio Guedes (24 ottobre 2001 - 30 luglio 2008 nominato vescovo di Campo Limpo)
- Caetano Ferrari, O.F.M. (15 aprile 2009 - 28 marzo 2018 ritirato)
- Rubens Sevilha, O.C.D., dal 28 marzo 2018

## Statistiche
La diocesi nel 2023 su una popolazione di 544.000 persone contava 487.900 battezzati, corrispondenti all'89,7% del totale.
| anno | popolazione | popolazione | popolazione | presbiteri | presbiteri | presbiteri | presbiteri                | diaconi | religiosi | religiosi | parrocchie |
| anno | battezzati  | totale      | %           | numero     | secolari   | regolari   | battezzati per presbitero | diaconi | uomini    | donne     | parrocchie |
| ---- | ----------- | ----------- | ----------- | ---------- | ---------- | ---------- | ------------------------- | ------- | --------- | --------- | ---------- |
| 1965 | 230.000     | 251.065     | 91,6        | 47         | 14         | 33         | 4.893                     |         | 45        | 120       | 19         |
| 1968 | 209.933     | 233.299     | 90,0        | 48         | 13         | 35         | 4.373                     |         | 46        | 140       | 20         |
| 1976 | 203.056     | 229.809     | 88,4        | 39         | 12         | 27         | 5.206                     |         | 48        | 100       | 23         |
| 1980 | 242.000     | 275.000     | 88,0        | 46         | 17         | 29         | 5.260                     |         | 44        | 105       | 22         |
| 1990 | 345.001     | 391.000     | 88,2        | 40         | 15         | 25         | 8.625                     |         | 41        | 121       | 24         |
| 1999 | 372.000     | 419.879     | 88,6        | 63         | 38         | 25         | 5.904                     |         | 35        | 79        | 32         |
| 2000 | 384.000     | 433.000     | 88,7        | 59         | 32         | 27         | 6.508                     |         | 40        | 78        | 34         |
| 2001 | 398.000     | 449.645     | 88,5        | 62         | 34         | 28         | 6.419                     |         | 110       | 71        | 38         |
| 2002 | 402.000     | 454.000     | 88,5        | 63         | 35         | 28         | 6.380                     |         | 114       | 74        | 40         |
| 2003 | 405.000     | 458.000     | 88,4        | 63         | 36         | 27         | 6.428                     |         | 40        | 78        | 41         |
| 2004 | 422.739     | 469.710     | 90,0        | 61         | 34         | 27         | 6.930                     |         | 95        | 79        | 40         |
| 2006 | 441.000     | 489.000     | 90,2        | 66         | 39         | 27         | 6.681                     |         | 61        | 68        | 40         |
| 2012 | 471.000     | 526.000     | 89,5        | 57         | 38         | 19         | 8.263                     | 4       | 43        | 47        | 41         |
| 2015 | 483.000     | 539.000     | 89,6        | 64         | 43         | 21         | 7.546                     | 5       | 37        | 37        | 41         |
| 2018 | 475.620     | 530.000     | 89,7        | 61         | 43         | 18         | 7.797                     | 5       | 41        | 35        | 41         |
| 2020 | 476.290     | 530.647     | 89,8        | 61         | 43         | 18         | 7.808                     | 6       | 42        | 26        | 40         |
| 2022 | 485.000     | 540.796     | 89,7        | 60         | 44         | 16         | 8.083                     | 6       | 44        | 29        | 41         |
| 2023 | 487.900     | 544.000     | 89,7        | 65         | 44         | 21         | 7.506                     | 6       | 46        | 34        | 42         |